# Moonee Valley
Moonee Valley är en region i Australien. Den ligger i delstaten Victoria, nära delstatshuvudstaden Melbourne. Antalet invånare är 115 097.
Följande samhällen finns i Moonee Valley:
- Essendon
- Moonee Ponds
- Keilor East
- Flemington
- Airport West
- Niddrie
- Essendon North
- Travancore
- Essendon West
- Strathmore Heights

Runt Moonee Valley är det i huvudsak tätbebyggt. Runt Moonee Valley är det mycket tätbefolkat, med 3 249 invånare per kvadratkilometer. Genomsnittlig årsnederbörd är 971 millimeter. Den regnigaste månaden är juni, med i genomsnitt 115 mm nederbörd, och den torraste är januari, med 34 mm nederbörd.